# 7º Reggimento bersaglieri
Il 7º Reggimento bersaglieri è un'unità dell'esercito italiano di stanza ad Altamura ed è inquadrato nella brigata meccanizzata "Pinerolo".

## Storia

### Le origini
Il 7º Reggimento bersaglieri viene costituito in Verona il 1º gennaio 1871 (R. D. 13 novembre 1870) con i battaglioni VIII (già decorato con Medaglia di bronzo al valore militare per la battaglia di Custoza, 1866), X (anch'esso già decorato con Medaglia di bronzo al valore militare per la battaglia di San Martino, 1859) e XV provenienti dal 2º Reggimento, e infine l'XI proveniente dal 4º.
Nel 1883 si ridusse su tre battaglioni perdendo il XV. Il reggimento infatti concorre alla costituzione di alcuni battaglioni bersaglieri per la Campagna d'Eritrea prima e successivamente per la Campagna di Libia.
Dal 1910 si accrebbe del VII battaglione ciclisti (che dal 1914 ha visto tra le sue file il sottotenente Rino Corso Fougier) e nel 1926 si trasformò in Reggimento ciclisti su due battaglioni.
Partecipò alla guerra d'Africa nel 1887-1888, alla guerra italo-turca nel 1911-1912, alla prima guerra mondiale nel 1915-1918, dando sempre costante esempio di valore meritando una Medaglia d'argento al valore militare per la battaglia di Flondar-Jamiano.

### Nella Prima guerra mondiale (1915-1918)
Il 24 maggio 1915 il Reggimento prese parte all'occupazione della Val Vestino e nell'ottobre il X battaglione, sempre inquadrato nel 7º Reggimento, conquistò la città trentina di Bezzecca.
Dal 6 novembre 1916 il Reggimento venne inquadrato nella II Brigata bersaglieri.

### Nella Seconda guerra mondiale (1940-1943)
Il 22 gennaio 1939 venne assegnato alla Divisione motorizzata "Trento". Dal 1941 al 1943 partecipò alla campagna d'Africa, cambiando spesso dipendenza: dalla Divisione "Trento", sciolta il 25 novembre 1942, passò al XII Corpo d'Armata alla 90ª Divisione Leggera tedesca, successivamente alla Divisione "Pistoia" e nella Battaglia di Mareth, dopo la ritirata in Tunisia, alla Divisione corazzata "Centauro".
Tre volte distrutto e tre volte ricostruito, meritò la citazione sul Bollettino di Guerra n. 736 e la Medaglia d'oro al valore militare.

## 10º Battaglione bersaglieri "Bezzecca"
Il 21 ottobre 1975, con la costituzione dei battaglioni bersaglieri autonomi, venne ricostituito, a Solbiate Olona (VA), il 10º Battaglione bersaglieri "Bezzecca" per trasformazione del preesistente XXV battaglione bersaglieri del disciolto 3º Reggimento bersaglieri e ad esso furono affidate le tradizioni e la bandiera di guerra del 7º Reggimento bersaglieri.
Nel 1983 il battaglione prese parte, al comando del tenente colonnello Corrado Nico, alla Missione "Libano 2" con ITALCON, il contingente italiano in Libano, dal 4 marzo al 9 giugno 1983, sostituito dal 67º Battaglione meccanizzato "Montelungo".
Dal 2 agosto al 10 settembre 1992 il 10º Battaglione bersaglieri "Bezzecca", partecipò, operando nella zona di Gela (CL), all'operazione "Vespri Siciliani" in concorso al mantenimento dell'ordine pubblico.
Il 16 settembre 1992, in Bologna, il 10º Battaglione bersaglieri "Bezzecca" venne sciolto cedendo il materiale e i suoi effettivi al ricostituito 6º Battaglione bersaglieri "Palestro".
Il 21 ottobre 1992 il 7º Reggimento bersaglieri fu ricostruito a Bari nei ranghi della Brigata corazzata "Pinerolo" e inquadra l'11º Battaglione bersaglieri "Caprera", successivamente sostituito dal ricostituito 10º Battaglione bersaglieri "Bezzecca".
Il 19 dicembre 2012 il reggimento è stato trasferito da Bari nella sede di Altamura presso la Caserma "Trizio".
Più volte impegnato nelle operazioni di ordine pubblico in Puglia, Sicilia e Sardegna oltreché nella missione "Strade sicure" in Puglia, Campania e nella Capitale, al fine di fornire la necessaria cornice di sicurezza e supportare le forze di polizia nel controllo del territorio.
Per quanto riguarda gli impegni internazionali, il 7º ha operato con la Brigata in importanti manovre all'estero, inoltre ha partecipato a numerose missioni fuori area tra le quali:
- Libano
- Afghanistan
- Lettonia
- Libia
- Somalia

## Dipendenza
Il 7º Reggimento bersaglieri fa parte della Brigata meccanizzata "Pinerolo", che a sua volta dipende gerarchicamente dalla Divisione "Acqui".

## Fanfara
Il 21 ottobre 1992 il Reggimento è ricostituito nuovamente in Bari, nei ranghi della Brigata “Pinerolo” e con esso la rinata Fanfara reggimentale. Il 19 dicembre 2012 il Reggimento viene trasferito presso la sede attuale di Altamura. La Fanfara è composta da sempre da giovani bersaglieri. Il suo repertorio spazia dalla tradizione bersaglieresca, alla musica classica e moderna.

### Inno al Settimo
Settimo per me è l'onor,
Settimo Comandamento nel firmamento Gloria Sangue e Onor,
Settimo dei Bersaglier,
Settimo correndo fier,
Settimo di gloria e canti col cuore in gola noi gridiamo avanti,
La corsa il passo accelerato fu,
La Marmora ci guarda da lassù,
Il reggimento sfila con ardor correndo lungo il viale dell'onor,
Il bersagliere con le piume va, con la fanfara a gran velocità,
del Settimo il ritornello è qua,
Gridiamo tutti insieme Hip Hip Hurrà......
Uh......Settimo!»

## Struttura
Il 7º reggimento bersaglieri si compone di:
- Comando di reggimento
- Compagnia comando e supporto logistico "El Alamein"
- 10º battaglione bersaglieri "Bezzecca" (articolato in 4 compagnie);
  - 37ª Compagnia Supporto alla Manovra "Ghepardi"
  - 38ª Compagnia Fucilieri "Falchi"
  - 39ª Compagnia Fucilieri "Aquile"
  - 40ª Compagnia Fucilieri "Tigri"
- Fanfara di reggimento

Il reggimento è alimentato da volontari.
Il 7º reggimento bersaglieri si fregia dell'appellativo di Leggendario per i fatti d'arme della Seconda guerra Mondiale allorquando venne distrutto e ricostituito per ben tre volte, fornendo sempre un'impareggiabile condotta aggressiva che gli valse anche parole d'apprezzamento da parte del Feld Maresciallo Erwin Rommel 
Attualmente il Leggendario Settimo è tra le unità delle forze armate italiane a più alta valenza operativa e partecipa a numerose missioni all'estero.

## Onorificenze
La bandiera di guerra del 7º Reggimento bersaglieri è stata insignita, nel corso della sua storia, delle seguenti onorificenze:

## Simboli

### Stemma
Scudo: interzato in palo: il primo d'argento, troncato da una doppia merlatura di porpora in fascia: a) ad una rosa araldica di rosso bottonata d'argento (Crimea); b) a due sciabole in decusse pure d'argento, una delle quali a lama ricurva (Custoza); il secondo d'azzurro alla torre di San Martino d'argento, finestrata di nero; il terzo d'argento alla gemella ondata d'azzurro, sormontata da una croce biforcata di rosso (Santo Stefano). Il tutto abbassato ad un capo d'oro, col quartier franco di azzurro al silfio d'oro di Cirenaica.
Ornamenti esteriori
Corona turrita d'oro.
lista bifida: d'oro, svolazzante, collocata sotto la punta dello scudo, incurvata con la concavità rivolta verso l'alto, riportante il motto a caratteri capitali di nero: "CELERITATE AC VIRTUTE".
onorificenza: accollata alla punta dello scudo l'insegna dell'Ordine militare d'Italia, pendente al centro del nastro con i colori dello stesso.
nastri rappresentativi delle ricompense al valore: annodati nella parte centrale non visibile della corona turrita, scendenti svolazzanti in sbarra ed in banda dal punto predetto, passando dietro la parte superiore dello scudo: 1 d'azzurro, filettato d'oro (Medaglia d'oro al valor militare), 1 d'azzurro, filettato d'argento (Medaglia d'argento al valor militare); 2 d'azzurro (Medaglia di bronzo al valor militare).
Sintesi della blasonatura:
- La prima partizione ricorda in alto la presenza dei bersaglieri in Crimea e in basso la partecipazione alle Guerre d'Indipendenza, in particolare alla battaglia di Custoza. La doppia merlatura è riferita alla piazzaforte di Sebastopoli, sulla cui cintura esterna si svolsero sanguinosi scontri; il porpora è il colore tradizionale della specialità
- Nella seconda partizione con lo smalto d'azzurro (simbolo di amor di Patria e lealtà) è rappresentata la torre di San Martino a ricordo della M.B.V.M. concessa nel giugno 1859 al X battaglione
- La terza partizione è dedicata alla Grande Guerra; in alto la croce di Santo Stefano richiama Bezzecca (ove si è combattuto anche nel 1866); in basso sono raffigurati i due fiumi sacri, Isonzo e Piave, presso i quali i bersaglieri si batterono con grande valore
- Il capo d'oro simboleggia la massima ricompensa al V. M. concessa al reggimento in Africa

### Insegne
- Il Reggimento indossa il fregio dei bersaglieri in metallo di colore oro: bomba da granatiere con fiamma a sette lingue, cornetta da cacciatore e due carabine intrecciate. A differenza dei trofei delle altre armi, dove la fiamma sale dritta, quella del bersagliere è inclinata, fuggente, quasi a rappresentare la corsa.
- Le mostrine del Reggimento sono le fiamme a due punte di colore cremisi; alla base della mostrina si trova la stella argentata a 5 punte bordata di nero, simbolo delle forze armate italiane

## Motto del Reggimento
"Celeritate ac virtute" (con velocità e con valore).

## Festa del Reggimento
- La festa del Reggimento, come per tutti i reggimenti bersaglieri, cade il 18 giugno, anniversario della costituzione del Corpo (1836).

## Armi e mezzi in dotazione

### Armamento
- Pistola automatica "Beretta 92 FS" cal.9[5]
- Fucile d'assalto "AR 70/90" cal. 5,56
- Fucile d’assalto Arx 160 cal. 5,56x45mm NATO
- Arma di reparto "Minimi" cal. 5,56
- Arma di reparto "MG 42/59" cal. 7,62 NATO
- Arma di reparto Browning cal. 12,7
- OD 82/SE
- Mortaio rigato da 120 mm

### Mezzi
- Land Rover AR 90
- VCC-1/2
- M106
- M113
- VTLM "Lince"
- VBM 8X8 "Freccia"